# Annise Parker
Annise Danette Parker es una política estadounidense, Ex alcaldesa de la ciudad de Houston, Texas. Y sucedida por el ex pastor Sylvester Turner. Es miembro del Partido Demócrata, y previamente se desempeñó como miembro del ayuntamiento de la ciudad y como contralor municipal.
Parker, que obtuvo la alcaldía con el 53 por ciento de los votos, es la segunda mujer alcaldesa de la ciudad, y la primera alcaldesa abiertamente gay de una ciudad estadounidense con más de un millón de habitantes. Houston es la cuarta ciudad más grande de Estados Unidos.

## Vida personal
Parker y su pareja Kathy Hybbard han estado juntas desde 1990. El 16 de enero de 2014 se casaron en Palm Springs, California. Ellas tienen 3 niños adoptivos.